# 284996 Rosaparks
284996 Rosaparks è un asteroide della fascia principale. Scoperto nel 2010, presenta un'orbita caratterizzata da un semiasse maggiore pari a 3,1427849 UA e da un'eccentricità di 0,1309557, inclinata di 12,13042° rispetto all'eclittica.
L'asteroide è dedicato all'attivista statunitense Rosa Parks.

## Nella cultura di massa
Nel 2018, nel terzo episodio dell'undicesima stagione della serie televisiva britannica di fantascienza Doctor Who, dedicato a Rosa Parks, viene citato l'asteroide con riferimento ai risvolti  sociali che la titolata, Rosa Parks, ha prodotto.